# Cristóbal Rodríguez Hernández
Cristóbal Rodríguez Hernández (Santa Cruz de Tenerife, Canarias, 5 de agosto de 1949) es un exbaloncestista y médico español. Su posición en la cancha era la de pívot. Con 16 años, después de una «Operación Altura», ficha por la cantera del Real Madrid, subiendo al año siguiente al primer equipo del Real Madrid, donde jugó 13 temporadas, y donde se retiró con 30 años.

## Trayectoria
Se inició en el baloncesto en el Colegio La Salle en Santa Cruz de Tenerife, a los 12 años pasó a formar parte de los juveniles del Náutico. Instalado en Madrid para cursar estudios en el Preuniversitario y posteriormente de Medicina, ingresó en los júniors del Real Madrid. Al año siguiente forma parte de la primera plantilla merengue, subiendo al primer equipo junto con Toncho Nava, Paniagua y Ramón Guardiola. En el Real Madrid, al tener una gran competencia en pívots como Clifford Luyk y Miles Aiken y en aleros como  Wayne Brabender y Walter, durante sus 13 temporadas fue suplente en el equipo, pero haciendo una gran labor cuando se le requería. Como médico, fue responsable de la Selección de Baloncesto de España.

## Palmarés
- 11 Ligas Españolas:  (1968, 1969, 1970, 1971, 1972, 1973, 1974, 1975, 1976, 1977, 1979).
- 8 Copa de baloncesto: (1968, 1970, 1971, 1972, 1973, 1974, 1975, 1977).
- 4 Copas de Europa:  (1967, 1968,  1974, 1978)
- 3 Copas Intercontinentales: (1976, 1977, 1978).